# Traktor Basel Volleyball 2019-2020
Questa voce raccoglie le informazioni riguardanti il Traktor Basel Volleyball nella stagione 2019-2020.

## Organigramma societario
Area direttiva
- Presidente: Roland John

Area tecnica
- Allenatore: Daniel Rocamora
- Secondo allenatore: Marc Fischer
- Preparatore atletico: Freddy Locher

## Rosa
| N° | Nome            | Ruolo | Data di nascita   | Nazionalità sportiva |
| -- | --------------- | ----- | ----------------- | -------------------- |
| 2  | Amar Brodlić    | C     | 4 agosto 1997     | Bosnia ed Erzegovina |
| 4  | Bruno Jukic     | C     | 11 maggio 1998    | Svizzera             |
| 5  | Lars Ulrich     | P     | 29 settembre 1999 | Svizzera             |
| 6  | Piero Müller    | O     | 8 novembre 1999   | Svizzera             |
| 8  | Jonathan Jordan | S     | 21 maggio 2000    | Svizzera             |
| 9  | Nathan Broch    | S     | 5 aprile 2000     | Svizzera             |
| 10 | Kaspar Bürge    | P     | 8 luglio 1993     | Svizzera             |
| 11 | Loïc Ottet      | P     | 6 dicembre 1994   | Svizzera             |
| 12 | Lukas Hasler    | L     | 17 aprile 2002    | Svizzera             |
| 13 | Irian Mika      | S     | 22 dicembre 1997  | Svizzera             |
| 14 | Samuel Ehrat    | C     | 20 aprile 1992    | Svizzera             |
| 16 | Michael Moor    | S     | 6 ottobre 1985    | Svizzera             |
| 18 | Dario Schmid    | O     | 23 settembre 1997 | Svizzera             |

## Risultati

### Lega Nazionale A

#### Girone di andata
| 1ª giornata - 12 ottobre 2019 Centre Sportif Sous-Moulin, Thônex | Chênois         | 3 - 0 | Traktor Basilea | 26-24, 25-22, 25-22               |
| 2ª giornata - 19 ottobre 2019 Sporthalle Rankhof, Basilea        | Traktor Basilea | 2 - 3 | Jona            | 23-25, 25-19, 20-25, 25-21, 12-15 |
| 3ª giornata - 20 ottobre 2019 Sporthalle Tellenfeld, Amriswil    | Amriswil        | 3 - 0 | Traktor Basilea | 25-21, 25-22, 25-15               |
| 4ª giornata - 27 ottobre 2019 Sporthalle Rankhof, Basilea        | Traktor Basilea | 0 - 3 | Schönenwerd     | 18-25, 16-25, 14-25               |
| 5ª giornata - 2 novembre 2019 University Sports Hall, Losanna    | Losanna UC      | 3 - 0 | Traktor Basilea | 25-17, 25-17, 25-19               |
| 6ª giornata - 9 novembre 2019 Margarethen, Basilea               | Traktor Basilea | 2 - 3 | Näfels          | 25-20, 23-25, 19-25, 27-25, 17-19 |
| 7ª giornata - 17 novembre 2019 Bahnhofhalle, Lucerna             | Lucerna         | 0 - 3 | Traktor Basilea | 20-25, 22-25, 20-25               |

#### Girone di ritorno
| 10ª giornata - 7 dicembre 2019 Sporthalle Rankhof, Basilea     | Traktor Basilea | 1 - 3 | Chênois         | 25-21, 19-25, 21-25, 18-25 |
| 11ª giornata - 14 dicembre 2019 Sportcenter Grünfeld, Jona     | Jona            | 3 - 0 | Traktor Basilea | 25-20, 25-19, 25-18        |
| 12ª giornata - 21 dicembre 2019 Sporthalle Rankhof, Basilea    | Traktor Basilea | 1 - 3 | Amriswil        | 17-25, 26-24, 11-25, 18-25 |
| 13ª giornata - 4 gennaio 2020 Betoncoupe Arena, Schönenwerd    | Schönenwerd     | 3 - 1 | Traktor Basilea | 25-22, 25-16, 24-26, 25-17 |
| 14ª giornata - 11 gennaio 2020 Sporthalle Rankhof, Basilea     | Traktor Basilea | 0 - 3 | Losanna UC      | 13-25, 20-25, 20-25        |
| 15ª giornata - 19 gennaio 2020 Linthhalle SGU, Näfels          | Näfels          | 3 - 0 | Traktor Basilea | 26-24, 25-16, 28-26        |
| 16ª giornata - 26 gennaio 2020 Sporthalle Rankhof, Basilea     | Traktor Basilea | 1 - 3 | Lucerna         | 25-20, 16-25, 16-25, 13-25 |
| 17ª giornata - 1º febbraio 2020 Salle de Sport de Corsy, Lutry | Lutry-Lavaux    | 0 - 3 | Traktor Basilea | 0-25, 0-25, 0-25           |

#### Play-off scudetto
| Quarti di finale (gara 1) - 15 febbraio 2020 Sporthalle Tellenfeld, Amriswil | Amriswil        | 3 - 0 | Traktor Basilea | 25-18, 25-22, 25-19        |
| Quarti di finale (gara 2) - 22 febbraio 2020 Margarethen, Basilea            | Traktor Basilea | 1 - 3 | Amriswil        | 25-22, 16-25, 18-25, 24-26 |
| Quarti di finale (gara 3) - 26 febbraio 2020 Sporthalle Tellenfeld, Amriswil | Amriswil        | 3 - 0 | Traktor Basilea | 25-14, 25-16, 25-15        |

### Coppa di Svizzera

#### Fase a eliminazione diretta
| Ottavi di finale - 12 gennaio 2020 Salle de Sport de Corsy, Lutry | Lutry-Lavaux | 3 - 2 | Traktor Basilea | 27-29, 21-25, 25-20, 25-19, 15-12 |

## Statistiche

### Statistiche di squadra
| Competizione      | Punti | In casa | In casa | In casa | In trasferta | In trasferta | In trasferta | Totale | Totale | Totale |
| Competizione      | Punti | G       | V       | P       | G            | V            | P            | G      | V      | P      |
| ----------------- | ----- | ------- | ------- | ------- | ------------ | ------------ | ------------ | ------ | ------ | ------ |
| Lega Nazionale A  | 8     | 9       | 0       | 9       | 10           | 2            | 8            | 19     | 2      | 17     |
| Coppa di Svizzera | -     | 0       | 0       | 0       | 1            | 0            | 1            | 1      | 0      | 1      |
| Totale            | -     | 9       | 0       | 9       | 11           | 2            | 9            | 20     | 2      | 18     |

G = partite giocate; V = partite vinte; P = partite perse

### Statistiche dei giocatori
Dati non disponibili.